# Hemiscolopendra chilensis
Hemiscolopendra chilensis är en mångfotingart som först beskrevs av Paul Gervais 1847.  Hemiscolopendra chilensis ingår i släktet Hemiscolopendra och familjen Scolopendridae. Inga underarter finns listade i Catalogue of Life.